# نبرد پتناک
نبرد پتناک، در چارچوب لشکرکشی نادرشاه به فرارود میان نادرشاه و ایلبارس خان فرمانروای خیوه انجام گرفت. 

## زمینه
زمانی که نادر در هند بود، جنگجویان خانات خیوه پی‌درپی به خراسان می‌تاختند و تاراج می‌کردند.
در پاسخ به این کار، ولیعهد نادرشاه در خراسان رضاقلی میرزا به آسیای میانه لشکر کشید و پیروز شد.
ولی نادرشاه نگذاشت که او تاخت‌وتاز خود را پی بگیرد. زیرا خواست او بازگشت و انجام لشکرکشی گسترده‌تری زیر فرماندهی خودش بود.
نادرشاه پس از بازگشت از یک پیروزی بزرگ در هند، به آسیای میانه لشکر کشید.
خواست او شکست دادن ابوالفیض خان غازی بخارا و ایلبارس خان غازی خیوه بود. در پایان سال ۱۷۴۰، ابوالفیض خان شکست خورد.
ابوالفیض خان که گفته بود اگر از نادر شکست بخورد تسلیم او خواهد شد، پس از درهم‌شکسته‌شدن از سوی سپاه نادر و با فرمان نادر در جایگاه فرمانروایی ترکستان جای گرفت.
اگرچه چنین پیشنهادی به ایلبارخان شد، ولی وی این پیشنهاد را نپذیرفت.

## نخستین برخوردها
زمانی که نادرشاه هنوز در بخارا بود، به ایلبارخان نامه نوشت و از او خواست که مانند ابوالفیض خان از او پیروی کند، ولی این پیشنهاد پذیرفته نشد. ایلبارس خان همچنین بر آن شد یک دسته دربردارنده ۳۰ هزار جنگجو از سواران ازبک، آرال، یوموت و ترکمن را به رهبری محمدعلی خان کیدیل به چارجو بفرستد. این گروه می‌بایست زودتر از ارتش نادرشاه خود را به چارجو می‌رساندند و گذرگاه آمودریا را ویران می‌کردند تا گذر سپاهیان نادرشاه را از رودخانه دشوار سازند.
ایلبارخان باور استوار داشت که سپاهیان نادرشاه را با لشکر خود به رهبری محمدعلی خان پراکنده خواهد کرد و او را وادار به عقب‌نشینی خواهد کرد. هنگامی که گروه یادشده از سپاهیان ایلبارس به ۶ مایلی چارجو رسیدند، نادرشاه از نزدیکی این نیروها آگاه شد. هویدا بود که گرفتن گذرگاه آمودریا در نزدیکی چارجو، راه پیمودن نادرشاه به خوارزم را پیچیده خواهد کرد. از این رو نادرشاه باروبنه و آزوغه نیروها را پشت سر گذاشت و با گروه رزمندگان کارآزموده خود راه‌پیمایی سوی چارجو را تندتر کرد. توشه و آزوغه جا مانده می‌بایست همراه بخش همراه به راه‌پیمایی ادامه دهد و در چارجوبه نادر بپیوندد. رهبری آن گروه به رضاقلی میرزا سپرده شد. دسته‌ی به رهبری نادرشاه دربردارنده ۲۰ هزار رزمنده بود. افزون بر این، نادرشاه به محمدرضا خان قیرخلی، بیگلربیگی مرو پیغام داد تا با دسته ۳ هزار رزمنده‌ای مرو که برای نگهبانی از سرزمین چارجو گمارده شده بودند، به نادرشاه بپیوندد.
از آنجایی که مردم مرو همیشه با تبارهای ترکمن یا ازبک دشمنی داشتند، نادرشاه بهرمندی از دسته مرو را در برابر آن تبارها سودمند دانست. نادرشاه نیز آگاه بود که ایلبارخان ارتشی نیرومند و جنگنده دارد. از این رو هنگام راه پیمودن سوی چارجو، نگهبانی نیروها از دو سو، پس و پیش و همچنین راه‌پیمودن فشرده نیروها را تضمین می‌کرد. کم‌کم نادرشاه به چارجو رسید  و در کرانه آمودریا لشگرگاه برپا کرد. پس از یک روز نیروهای به‌جا مانده آمدند و به او رسیدند. نادرشاه پس از رسیدن به چارجو بازگشت رضا قلی میرزا را پذیرفت. نادرشاه پس از انجام کارهای سازمانی بایسته در چارجو با لشکریان خود سوی جایی به نام دره دوبویونو به‌راه افتاد. پیش از رفتن، ارتش را دوباره گرد آورد و ارتش به چهار گروه بزرگ بخش‌بندی شد. بخش بزرگ نیروها پشت سر این گروه پیشروی می‌کردند. دو گروه دیگر دسته‌های نگهبانی دو سو بودند. افزون بر این، یک گروه ۶ هزار رزمنده‌ای در راستای رود به‌راه افتادند و از کشتی دربردارنده توشه در رودخانه نگهبانی کردند. هنگامی‌که به دره دوبویونو رسیدند، نادرشاه دستور ایست داد و به فرمان او بارهای لشکریان را گرد آوردند و دسته ویژه‌ای برای نگهبانی از آن گماشتند. در نبرد میان یگان‌های پیشتاز ، نیروهای نادر پیروز شدند این رویدادها همزمان با واپسین روزهای اکتبر ۱۷۴۰ است.

## نبرد
دو سوی جنگ در نزدیکی دژ فتنگ رو در روی هم جای گرفتند. پيش از آغاز نبرد، هر دو سو، نیروهای خود را گروه‌بندی کردند.
ميانه، سوی راست و چپ، کمین و نیروی اندوخته روشن شد و هر یک از آنها به سردارهای كارآزموده سپرده شد.
گروهی دربردارنده شش هزار رزمنده یموت‌ها یکی از نخستین کسانی بودند که در جایگاه چرخ‌گردان سربازان ایلبار به نبرد پیوستند. راه رسیدن سپاهیان نادرشاه را بریدند و مایه داغ گشتن جنگ شدند.
رزمندگان یموت‌ها آنگونه بی‌چون‌وچرا جنگیدند که توانستند ایستادگی سپاهیان نادرشاه را در دو سوی آوردگاه بشکنند و پیشروی کنند.
برای پيشگیری از خطرناک شدن پیشروی یموت‌ها، خود نادرشاه بی‌درنگ به پهنه جنگ شتافت و به سوی سپاهیان یموت‌ها پیشروی کرد.
نادرشاه با سواران افشار، مرو و اتک همراه بود که همیشه سرزمین مادری‌شان زخم‌خورده تاخت‌وتازها و چاپیدن‌های سواران یموت‌ها و ترکستان بودند و به دنبال جایی برای کینجویی از یموت‌ها می‌گشتند.
نادرشاه با این انجام کار در جایی که یموت‌ها کوتاه‌زمانی کامیاب بودند، برتری در شمار نیروها را پدید آورد و خیلی زود آن برتری نیرو، برتری لشکری شد.
آسیب سختی بر یموت‌ها که شیفته پیشروی بودند زده شد و آشفتگی در ردیف‌های آنان پدید آمد.
تنش در آوردگاه با آمدن نادرشاه به جنگ افزایش یافت.
روی‌هم‌رفته اگرچه نمی‌توان نگاره‌ای راستین از آنچه پیرامون دژ فتنگ گذشت به‌دست داد ولی روشن است که کامیابی نادرشاه در آن نبرد که خوش جنگید، در فرجام کلی جنگ تأثیر داشت.
پس از رویارویی با ایستادگی سرسخت نادرشاه، رزمندگان یموت‌ ناچار شدند پس بنشینند.
این کار یموت‌ها بر دیگر گروه‌ها تأثیر گذاشت و ایلبرس خان درمانده در برابر دلاوری‌های نيروهای نادر ناچار شد در رویارویی دیگر بگریزد.
در روند دنبال کردن و گریختن نیروهای ایبارس، شمار فراوانی کشته و یا گرفتار شدند. ایلبارخان با رسیدن به دژ هزاراسب، نیروهای خود را از نابودی رهانید.

## پیامد
نادر در پی این نبرد بر سپاهیان ایلبارخان پیروز شد. دژ هزاراسب که ایلبارخان به آنجا پناه برد و دژ خانگاه را نادر به‌دست آورد.
سرانجام ایلبارخان که همه نیروهای خود را فرسوده کرده بود، از سوی نادر دستگیر و به‌دار آویخته شد.

## بن‌مايه
- همکاری‌کنندگان ویکی‌پدیا، «Battle of Pitnak»، ویکی‌پدیای انگلیسی، دانشنامهٔ آزاد (بازیابی ۰۶ آذر ۱۴۰۲)